# Jász-Nagykun-Szolnok (ancien comitat)
Jász-Nagykun-Szolnok est un ancien comitat de Hongrie.